# Ancistragrostis
Ancistragrostis is een geslacht uit de grassenfamilie (Poaceae). De soorten van dit geslacht komen voor in Nieuw-Guinea.

## Soorten
Van het geslacht zijn de volgende soorten bekend: 
- Ancistragrostis uncinioides